# Radomyšl
Radomyšl (Duits: Radomischl) is een Tsjechische vlek (městys) in de regio Zuid-Bohemen, en maakt deel uit van het district Strakonice. Radomyšl telt 1360 inwoners (2023).

## Geschiedenis
- 1225 – De eerste schriftelijke vermelding van Radomyšl.
- 2006 – De gemeente Radomyšl krijgt (opnieuw) de status vlek.[1]